# Birgit Lavrijssen
Birgit Lavrijssen (Kapelle, 16 januari 1991) is een Nederlands voormalig wegwielrenster.
In de seizoenen 2012 en 2013 reed Lavrijssen voor Sengers Ladies Cycling Team. In 2012 won ze de 2e etappe en ploegentijdrit van de Trophée d'Or, met Evelyn Arys, Anna van der Breggen, Vera Koedooder, Geerike Schreurs en Karen Verhestraeten.